# Kropidlák černý
Kropidlák černý (Aspergillus niger) je houba patřící mezi nejrozšířenější druhy rodu Aspergillus. Způsobuje chorobu nazývanou „černá plíseň“ na ovoci a zelenině, např. na hroznovém víně, cibuli nebo arašídech, a je častým kontaminantem potravin. Tato plíseň je velmi rozšířená v půdě a často se objevuje i ve vnitřním prostředí, kde si její černé kolonie lze plést s koloniemi plísně Stachybotrys (též se označuje jako „černá plíseň“).
U některéch kmenů A. niger se zjistilo, že produkují silné mykotoxiny nazývané ochratoxiny, jiné zdroje s tím však nesouhlasí a považují to za chybnou identifikaci druhu houby.  Důkazy napovídají, že některé kmeny A. niger skutečně produkují ochratoxin A.
Houba je odolná a vysoce rezistentní vůči radiaci, takže zamořila i Mezinárodní kosmickou stanici ISS.

## Patogenita

### Onemocnění rostlin
A. niger způsobuje černou plíseň na cibuli. Infekce sazenic cibule houbou A. niger může být systémová a projevit se jen za příznivých podmínek. A. niger způsobuje běžně posklizňovou chorobu cibule, kdy lze černá konidia pozorovat mezi slupkami na jednotlivých cibulích. Plíseň napadá také arašídy a hroznové víno.

### Onemocnění člověka a zvířat
A. niger způsobuje onemocnění člověka méně často než jiné druhy rodu Aspergillus, ovšem pokud člověk vdechne velkém množství spor, může se u něj vyvinout vážné onemocnění, aspergilóza. Aspergilóza se často vyskytuje hlavně u pracovníků v zahradnictví, kteří vdechují rašelinový prach, obsahující velké množství spor hub rodu Aspergillus. Byly nalezeny také ve zdech hrobek starověkých Egypťanů a lze je tedy vdechnout, pokud se příslušné místo rozruší. A. niger je jednou z nejčastějších příčin otomykózy (houbové infekce uší), která způsobuje bolest, dočasnou ztrátu sluchu a ve vážných případech i poškození zvukovodu a bubínku.

## Využití v průmyslu
Houba A. niger se kultivuje pro průmyslovou výrobu mnoha různých látek. Různé kmeny A. niger mohou průmyslově vyrábět kyselinu citronovou (E330) a kyselinu glukonovou (E574), byly vyhodnoceny WHO jako přijatelné pro denní požívání. Fermentace pomocí A. niger je americkou FDA "všeobecně považována za bezpečnou" (GRAS).
Průmyslovou fermentací pomocí A. niger se vyrábí mnoho užitečných enzymů. Například glukoamyláza A. niger se využívá k výrobě fruktózového kukuřičného sirupu, pektináza se zase používá k čiření moštu a vína. α-galaktózidáza, enzym štěpící některé složité cukry, je složkou beana a jiných léčiv, o kterých výrobci tvrdí, že snižují flatulenci. Jiným použitím A. niger v biotechnologickém průmyslu je výroba magnetických izotopových variant biologických molekul pro NMR analýzu.

## Jiná použití
V roce 2006 bylo ohlášeno, že RNáza vylučovaná houbou A. niger, nazývaná actibind, má antiangiogenní a antikarcinogenní vlastnosti.
A. niger se také kultivuje pro získávání enzymů glukózaoxidázy (GO) a alfa-galaktózidázy (AGS). Glukózaoxidáza se používá při návrhu biosenzorů glukózy, díky vysoké afinitě pro β-D-glukózu. Alfa-galaktózidázu lze vyrábět fermentací pomocí A. niger; využívá se pro hydrolýzu vazeb alfa 1-6 v melibióze, rafinóze a stachyóze.
Výzkum publikovaný v letech 2006-2008 zkoumal prolylendoproteázu A. niger (AN-PEP), mikrobiální prolylendoproteázu štěpící lepek. To má silné implikace pro léčbu celiakie nebo jiných metabolických chorobných procesů s citlivostí na lepek. V prosinci 2008 byla spuštěna placebem kontrolovaná, dvojitě zaslepená studie, která má určit účinnost tohoto enzymu při léčbě celiakie.
Při rozmachu obchodu s opiem bylo vyráběno chandoo opium (určené ke kouření) pomocí dlouhodobé fermentace surového opia plísní A. niger a jinými plísněmi.
A. niger je hlavním činidlem při fermentaci čaje pchu-er.

## Genetika
Byl plně sekvenován genom dvou různých kmenů A. niger.